# Cal Barrusca (la Molsosa)
Cal Barrusca o Barrusca és una masia situada al municipi de la Molsosa, a la comarca catalana del Solsonès. Hi ha referències a l'edifici que daten d'abans de l'any 1700.
És a 619 m d'altitud, al límit oest del municipi al costat dret del barranc del Clot de l'Albesa. És una casa rural adossada a la masia originària de Cal Suau. Envoltada d'extensions de camps de conreu i bosc, té una magnífica vista dalt d'un turó.

## Descripció
Casa rural de planta rectangular que ha sofert vàries transformacions i ampliacions al llarg dels segles. D'aspecte aparentment poc tradicional amb acabat a façana arrebossat i pintat sense deixar entreveure cap element de pedra o tradicional i propi d'aquests edificacions. Consta d'un porxo d'entrada impropi d'aquest tipus d'edificacions fruit de la transformació soferta. En destaca un cobert pròxim de construcció tradicional amb pedra i coberta de teula àrab de planta quadrada.